# 汚物車

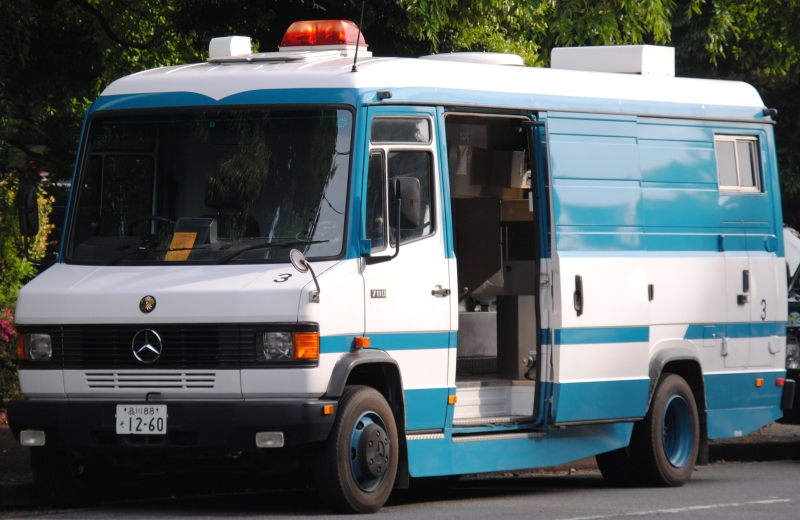
警視庁のトイレカー

汚物車（おぶつしゃ）とは、移動式トイレとして用いられる自動車、もしくは屎尿を取り扱う鉄道車両（貨車）。

## 自動車における汚物車
自動車の場合、移動式トイレを架装した車両が汚物車と呼ばれる。災害時、もしくはイベント会場や建設現場等で仮設トイレとして用いられる。しばしばバキュームカーと混同されるが、汚物車とは異なる目的の車両である。
トラックの荷台に1個あるいは複数個のトイレを設置する形態が多いとされる。

## 鉄道車両における汚物車
鉄道による糞尿輸送も参照のこと
貨車のうち、屎尿の輸送に用いられるものを汚物車と呼称することがある。ただし『日本国有鉄道百年史』など各種公式資料で制定や使用が確認されておらず、俗称というべきものと考えた方がよい。
下水道整備のあまり進んでいなかった時代にあっては、屎尿の処理は主に汲み取りで行われ、都市周辺の農村部で肥料（下肥）として使用されていた。これらの輸送は大八車やトラックでの輸送が主流であったが、昭和20年代ごろまで一部では鉄道輸送が行われた。ただし戦中から終戦直後に行われたものは純粋な肥料源供給というよりも、大都市で屎尿の処理が追いつかなくなったのを解決するために考え出された苦肉の策であった。
国鉄には屎尿輸送に関する規定が長く存在し、輸送を行った形跡はあるものの、大規模な輸送は行わなかった。
民営鉄道では京阪神急行電鉄京津線・石山坂本線などいくつかの会社や路線で糞尿輸送が行われたが、いずれも電動貨車・有蓋貨車に肥桶を積み込む形式であった。このため、屎尿を直接積み込む形の貨車は一部にしか存在せず、記録に残る限りは以下の3社のみであった。
- 西武鉄道 - 貨車を改造して木製のタンクを載せ、底部に放出弁を設けたもの。形式はト31形と称し、無蓋車扱いであった[4]。
- 東武鉄道 - 西武鉄道と同じ方式のもの。形式はタ1形で「無蓋タンク車」と称した。
- 名古屋鉄道 - 無蓋貨車に木製のタンクを載せたもの。形式不明。

現在では、そもそも屎尿を鉄道で輸送する行為自体が周囲への影響を含めて極めて不衛生であることや、下肥の使用自体に危険性があること、道路の発達や都市における下水道・浄化槽の整備が進んだことによって汚物車の存在目的がほとんど失われており、このような貨車は消滅した。大井川鐵道の奥大井湖上駅や黒部峡谷鉄道など、沿線への鉄道以外の交通手段がない場合にはバキュームカーごと貨車に積載するケースもある。